# مالینوفسکی (سرزمین آلتای)
مالینوفسکی (به لاتین: Malinovsky) یک منطقهٔ مسکونی در روسیه است که در سرزمین آلتای واقع شده‌است.